# Enrique Diosdado
Enrique Alvarez Diosdado (Madrid, 6 giugno 1910 – Madrid, 1º dicembre 1983) è stato un attore spagnolo.

## Biografia
Abbandona la professione di giornalista per seguire la passione per la recitazione. Nel 1935 è il primo attore della compagnia teatrale di Margarita Xirgu. Allo scoppio della guerra civile spagnola è in tournée negli Stati Uniti dove rimane fino al termine della seconda guerra mondiale. Rientrato in Spagna affianca alle interpretazioni teatrali quelle cinematografiche, appena affrontate prima del conflitto.

## Filmografia
- Nozze di sangue (Bodas de sangre), regia di Edmundo Guibourg (1938)
- Mi cielo de Andalucía, regia di Ricardo Urgoiti (1942)
- La dama duende, regia di Luis Saslavsky (1945)
- Maria Rosa, regia di Luis Moglia Barth (1946)
- La honra de los hombres, regia di Carlos Schlieper (1946)
- Rosa de América, regia di Alberto de Zavalía (1946)
- Madame Bovary, regia di Carlos Schlieper (1947)
- La gata, regia di Mario Soffici (1947)
- Viento del norte, regia di Antonio Momplet (1954)
- Un angelo è sceso a Brooklyn (Un angel pasó por Brooklyn), regia di Ladislao Vajda (1957)
- A las cinco de la tarde, regia di Juan Antonio Bardem (1961)
- Il segno di Zorro, regia di Mario Caiano (1963)

## Premi e riconoscimenti

### Festival internazionale del cinema di San Sebastián
- 1954 - Concha de Plata al miglior attore per Viento del norte